# Siparuna schimpffii
Siparuna schimpffii là một loài thực vật có hoa trong họ Siparunaceae. Loài này được Diels miêu tả khoa học đầu tiên năm 1937.